# Torneo Apertura 2014 (Paraguay)
El Torneo Apertura 2014 (Copa Tigo-Visión Banco, por motivos comerciales), denominado «Dr. Nicolás Leoz, homenaje al Centenario del club 12 de Octubre», fue el centésimo décimo campeonato oficial de Primera División organizado por la Asociación Paraguaya de Fútbol (APF). Se puso en marcha el 14 de febrero, y llegó a su fin el 28 de junio.
Se proclamó campeón por decimoséptima vez en su historia el Club Libertad.

## Sistema de competición
El modo de disputa implementado fue, al igual que en las temporadas precedentes, el de todos contra todos a partidos de ida y vuelta, es decir a dos rondas compuestas por once jornadas cada una con localía recíproca. Se transforma en campeón el equipo que acumula la mayor cantidad de puntos al término de las 22 fechas.
En caso de paridad de puntos entre dos contendientes, se define el título en un partido extra. De existir más de dos en disputa, se resuelve según los siguientes parámetros:
1) saldo de goles;
2) mayor cantidad de goles marcados;
3) mayor cantidad de goles marcados en condición de visitante;
4) sorteo.

## Innovaciones reglamentarias
- A partir de este torneo, la Divisional Profesional de la APF dictaminó que cada equipo podrá alinear no más de tres jugadores extranjeros en cancha de un total de cuatro disponibles en su plantel.[6]

- Asimismo, se fijó la inclusión obligatoria en la planilla del partido de dos futbolistas pertenecientes a la categoría 1994 (Sub-20), integrando el cuadro base titular al menos uno de ellos.[6] Ambos deben ser de nacionalidad paraguaya.[7]

Dichas medidas tienen por objetivo, según quienes las han propuesto, el de promocionar nuevos valores de los cuales nutrirse en el futuro la selección nacional absoluta.
No obstante, una de las disposiciones citadas, específicamente la referente al ingreso desde el inicio de un juvenil, ha generado ácidas críticas por parte de entrenadores de los distintos elencos por considerarla surgida por medio de una imposición forzosa y arbitraria sin suficientes fundamentos para su implementación.
Incluso, la disconformidad manifestada por ciertos adiestradores ha llegado a tal punto que los mismos ordenan el prematuro cambio del jugador en cuestión debido a su supuesto bajo rendimiento.

## Producto de la clasificación
- El torneo consagró al campeón número 110 en la historia de la Primera División de Paraguay.

- Éste obtuvo el acceso a la fase de grupos de la próxima edición de la Copa Libertadores de América.

## Relevo anual de clubes
| Ascendidos a la Primera División              |
| --------------------------------------------- |
| 3 de Febrero (Campeón de División Intermedia) |
| 12 de Octubre (Subcampeón de Intermedia)      |

| Descendidos a División Intermedia     |
| ------------------------------------- |
| Cerro Porteño (PF) (2º peor promedio) |
| Sportivo Carapeguá (Peor promedio)    |

## Equipos participantes
| Equipos           | Entrenador        | Fundación                | Ciudad                 | Estadio                | Indumentaria  | Capacidad |
| ----------------- | ----------------- | ------------------------ | ---------------------- | ---------------------- | ------------- | --------- |
| 12 de Octubre     | Alicio Solalinde  | 14 de agosto de 1914     | Itauguá                | Juan Canuto Pettengill | Lotto         | 8000      |
| 3 de Febrero      | Ricardo Dabrowski | 20 de noviembre de 1970  | Ciudad del Este        | Antonio Aranda         | Saltarín Rojo | 28 000    |
| Cerro Porteño     | Francisco Arce    | 1 de octubre de 1912     | Asunción               | General Pablo Rojas    | Diadora       | 32 910    |
| Deportivo Capiatá | Héctor Marecos    | 4 de septiembre de 2008  | Capiatá                | Deportivo Capiatá      | Lotto         | 9000      |
| General Díaz      | Humberto García   | 22 de septiembre de 1917 | Luque                  | General Adrián Jara    | Lotto         | 3300      |
| Guaraní           | Fernando Jubero   | 12 de octubre de 1903    | Asunción               | Rogelio Livieres       | Dalponte      | 6000      |
| Libertad          | Pedro Sarabia     | 30 de julio de 1905      | Asunción               | Dr. Nicolás Leoz       | Nike          | 10 000    |
| Nacional          | Gustavo Morínigo  | 5 de junio de 1904       | Asunción               | Arsenio Erico          | Kappa         | 4000      |
| Olimpia           | Diego Alonso      | 25 de julio de 1902      | Asunción               | Manuel Ferreira        | Kappa         | 20 000    |
| Rubio Ñu          | Pablo Caballero   | 24 de agosto de 1913     | Asunción               | La Arboleda            | Lotto         | 5500      |
| Sol de América    | Roberto Pompei    | 22 de marzo de 1909      | Asunción y Villa Elisa | Luis Alfonso Giagni    | Lotto         | 5000      |
| Sportivo Luqueño  | Eduardo Rivera    | 1 de mayo de 1921        | Luque                  | Feliciano Cáceres      | Puma          | 25 000    |

El campeonato contó con la participación de doce equipos, en su mayoría pertenecientes a la capital del país.
Siete fueron de Asunción, cuatro de ciudades cercanas a ésta, Luque, Itauguá y Capiatá, y uno perteneciente al departamento de Alto Paraná. Vale aclarar que el club Sol de América mantiene su sede social en Asunción, pero disputa sus partidos como local en su campo de fútbol situado en la ciudad vecina de Villa Elisa.
Los únicos clubes que sólo han competido en esta categoría (también conocida como División de Honor) son dos: Olimpia y Guaraní, completando con esta temporada 109 y 108 participaciones, respectivamente. Asimismo, los clubes Cerro Porteño (103 participaciones), General Díaz y Deportivo Capiatá (3 participaciones) nunca han descendido desde sus ingresos, en 1913 y 2013, respectivamente.

### Distribución geográfica de los equipos
| Región                      | Cant. | Equipos                                                                       |
| --------------------------- | ----- | ----------------------------------------------------------------------------- |
| Asunción                    | 7     | Cerro Porteño, Guaraní, Libertad, Nacional, Olimpia, Sol de América, Rubio Ñu |
| Departamento Central        | 4     | Dep. Capiatá, General Díaz, Sp. Luqueño, 12 de Octubre                        |
| Departamento de Alto Paraná | 1     | 3 de Febrero                                                                  |

## Cobertura televisiva
Tigo Sports, el nuevo canal paraguayo, lanzado en febrero de 2014, dedicado exclusivamente al deporte, es el designado para efectuar la transmisión de los partidos del campeonato paraguayo de fútbol a partir del presente certamen. Llega en sustitución de la empresa productora de contenido audiovisual, Teledeportes Paraguay (del Grupo Clarín), la cual tuvo a su cargo, entre 1999 y 2013, la emisión de dichos encuentros.

## Patrocinio
La compañía de telefonía celular, Tigo, y la institución bancaria de tipo microfinanciero, Visión Banco, son las encargadas de patrocinar todos los torneos realizados por la APF. El vínculo contractual con la primera se concretó a partir de 2008 con la celebración del torneo Apertura del mismo año. En tanto que la relación con el otro espónsor para respaldar cada campeonato se inició a principios de 2010.
Los premios en efectivo fueron fijados en US$ 50.000 dólares para el campeón (40.000 por parte de Tigo y 10.000 de Visión Banco). Por su parte, el subcampeón se acreditará 10.000 de la misma moneda.

## Cambio de entrenadores
| Equipos           | DT. ste.           | Cese        | DT. ete.          | Designación |
| ----------------- | ------------------ | ----------- | ----------------- | ----------- |
| 12 de Octubre     | Estanislao Struway | 8 de marzo  | Félix Darío León  | 8 de marzo  |
| Sportivo Luqueño  | Alicio Solalinde   | 9 de marzo  | Eduardo Rivera    | 9 de marzo  |
| Olimpia           | Ever Almeida       | 10 de marzo | Diego Alonso      | 12 de marzo |
| 3 de Febrero      | Marcio Marolla     | 8 de abril  | Carlos Kiese      | 8 de abril  |
| Deportivo Capiatá | Mario Jacquet      | 22 de abril | Héctor Marecos    | 23 de abril |
| 3 de Febrero      | Carlos Kiese       | 30 de mayo  | Ricardo Dabrowski | 2 de junio  |
| 12 de Octubre     | Félix Darío León   | 16 de junio | Alicio Solalinde  | 17 de junio |

## Clasificación
| Pos. | Equipos           | PJ | PG | PE | PP | GF | GC | Dif. | Pts. |
| ---- | ----------------- | -- | -- | -- | -- | -- | -- | ---- | ---- |
| 1.   | Libertad          | 22 | 15 | 5  | 2  | 41 | 17 | 24   | 50   |
| 2.   | Guaraní           | 22 | 14 | 4  | 4  | 56 | 31 | 25   | 46   |
| 3.   | Olimpia           | 22 | 9  | 6  | 7  | 32 | 26 | 6    | 33   |
| 4.   | Cerro Porteño     | 22 | 8  | 7  | 7  | 49 | 38 | 11   | 31   |
| 5.   | Sol de América    | 22 | 7  | 10 | 5  | 36 | 31 | 5    | 31   |
| 6.   | Rubio Ñu          | 22 | 8  | 6  | 8  | 38 | 37 | 1    | 30   |
| 7.   | Nacional          | 22 | 8  | 6  | 8  | 26 | 27 | -1   | 30   |
| 8.   | Sportivo Luqueño  | 22 | 6  | 10 | 6  | 23 | 25 | -2   | 28   |
| 9.   | Deportivo Capiatá | 22 | 6  | 8  | 8  | 22 | 37 | -15  | 26   |
| 10.  | General Díaz      | 22 | 4  | 7  | 11 | 19 | 34 | -15  | 19   |
| 11.  | 12 de Octubre     | 22 | 2  | 9  | 11 | 21 | 38 | -17  | 15   |
| 12.  | 3 de Febrero      | 22 | 2  | 8  | 12 | 22 | 44 | -22  | 14   |

### Evolución de la clasificación
| E\J | 01 | 02 | 03 | 04 | 05 | 06 | 07 | 08 | 09 | 10 | 11 | 12 | 13 | 14 | 15 | 16 | 17 | 18 | 19 | 20 | 21 | 22 |  |
| --- | -- | -- | -- | -- | -- | -- | -- | -- | -- | -- | -- | -- | -- | -- | -- | -- | -- | -- | -- | -- | -- | -- |  |
| 12O | 9  | 10 | 12 | 12 | 12 | 12 | 12 | 12 | 11 | 11 | 11 | 11 | 12 | 12 | 12 | 12 | 12 | 12 | 12 | 12 | 11 | 11 |  |
| 3FE | 7  | 9  | 7  | 8  | 8  | 9  | 10 | 10 | 12 | 12 | 12 | 12 | 11 | 10 | 10 | 11 | 11 | 11 | 11 | 11 | 12 | 12 |  |
| CAP | 7  | 8  | 10 | 10 | 11 | 11 | 11 | 11 | 10 | 10 | 10 | 10 | 10 | 11 | 11 | 10 | 10 | 9  | 10 | 9  | 9  | 9  |  |
| CER | 2  | 1  | 2  | 3  | 6  | 6  | 8  | 7  | 6  | 5  | 7  | 6  | 7  | 4  | 6  | 5  | 6  | 6  | 7  | 7  | 7  | 4  |  |
| GEN | 9  | 10 | 6  | 7  | 9  | 10 | 9  | 9  | 9  | 9  | 9  | 9  | 9  | 9  | 9  | 9  | 9  | 10 | 9  | 10 | 10 | 10 |  |
| GUA | 11 | 6  | 9  | 6  | 7  | 4  | 3  | 3  | 2  | 2  | 2  | 4  | 4  | 2  | 2  | 2  | 2  | 2  | 2  | 2  | 2  | 2  |  |
| LIB | 4  | 3  | 1  | 1  | 1  | 1  | 1  | 1  | 1  | 1  | 1  | 1  | 1  | 1  | 1  | 1  | 1  | 1  | 1  | 1  | 1  | 1  |  |
| NAC | 1  | 5  | 3  | 2  | 2  | 2  | 2  | 2  | 3  | 4  | 4  | 3  | 5  | 6  | 4  | 6  | 3  | 3  | 4  | 5  | 5  | 7  |  |
| OLI | 2  | 4  | 5  | 9  | 5  | 5  | 5  | 4  | 4  | 3  | 3  | 2  | 2  | 3  | 3  | 3  | 4  | 4  | 3  | 4  | 3  | 3  |  |
| RUB | 5  | 2  | 4  | 3  | 3  | 7  | 6  | 8  | 8  | 7  | 5  | 7  | 6  | 7  | 7  | 7  | 7  | 7  | 6  | 6  | 6  | 6  |  |
| SOL | 5  | 7  | 8  | 5  | 4  | 3  | 4  | 5  | 5  | 8  | 6  | 5  | 3  | 5  | 5  | 4  | 5  | 5  | 5  | 3  | 4  | 5  |  |
| SLU | 12 | 12 | 11 | 10 | 10 | 8  | 7  | 6  | 7  | 6  | 8  | 8  | 8  | 8  | 8  | 8  | 8  | 8  | 8  | 8  | 8  | 8  |  |

|  |                             |
|  | Líder                       |
|  | Con un partido pendiente    |
|  | Con dos partidos pendientes |

## Resultados
| L\V | 12O | 3FE | CAP | CER | GEN | GUA | LIB | NAC | OLI | RUB | SOL | SLU |
| --- | --- | --- | --- | --- | --- | --- | --- | --- | --- | --- | --- | --- |
| 12O |     | 1:1 | 0:2 | 1:3 | 1:1 | 2:2 | 1:2 | 1:1 | 1:1 | 0:3 | 0:3 | 1:1 |
| 3FE | 3:2 |     | 0:0 | 1:1 | 1:1 | 0:2 | 0:2 | 0:2 | 1:5 | 1:1 | 0:1 | 0:2 |
| CAP | 2:2 | 2:2 |     | 1:0 | 1:0 | 0:2 | 1:5 | 2:1 | 2:0 | 4:0 | 0:0 | 1:1 |
| CER | 4:1 | 2:1 | 7:0 |     | 2:1 | 5:5 | 4:0 | 0:1 | 2:2 | 1:4 | 6:3 | 0:0 |
| GEN | 1:0 | 2:3 | 1:1 | 1:1 |     | 3:1 | 0:1 | 2:0 | 1:3 | 1:1 | 2:1 | 0:1 |
| GUA | 2:1 | 2:1 | 6:0 | 3:0 | 2:0 |     | 2:4 | 0:4 | 2:1 | 2:2 | 3:1 | 1:0 |
| LIB | 1:0 | 4:1 | 0:0 | 3:1 | 5:0 | 2:0 |     | 1:0 | 1:0 | 3:1 | 0:0 | 3:2 |
| NAC | 1:0 | 0:0 | 3:1 | 2:1 | 0:0 | 2:6 | 1:1 |     | 0:2 | 0:1 | 2:1 | 3:0 |
| OLI | 1:1 | 3:2 | 2:1 | 0:2 | 1:0 | 1:1 | 2:1 | 2:0 |     | 3:0 | 1:1 | 1:1 |
| RUB | 1:2 | 5:1 | 1:0 | 3:3 | 4:0 | 1:4 | 0:1 | 4:1 | 2:1 |     | 0:2 | 1:4 |
| SOL | 1:1 | 1:1 | 3:0 | 4:4 | 4:2 | 0:4 | 1:1 | 1:1 | 3:0 | 2:2 |     | 0:0 |
| SLU | 1:2 | 3:2 | 1:1 | 1:0 | 0:0 | 1:4 | 0:0 | 1:1 | 1:0 | 1:1 | 1:3 |     |

|  |                   |
|  | Victoria local    |
|  | Empate            |
|  | Triunfo visitante |

## Campeón
| Libertad            |
| Libertad 17º título |

## Máximos goleadores
| País                | Jugador              | Equipo         | Goles |
| ------------------- | -------------------- | -------------- | ----- |
| Bandera de Uruguay  | Hernán Rodrigo López | Libertad       | 19    |
| Bandera de Paraguay | Christian Ovelar     | Sol de América | 19    |
| Bandera de Paraguay | Jorge Benítez        | Guaraní        | 17    |
| Bandera de Paraguay | Fernando Fernández   | Guaraní        | 14    |
| Bandera de Paraguay | Guillermo Beltrán    | Cerro Porteño  | 13    |
| Bandera de Paraguay | Ángel Romero         | Cerro Porteño  | 11    |

## Público asistente

### Asistencia por equipos
La tabla siguiente muestra la cantidad de espectadores que acumuló cada equipo en sus respectivos partidos. Se asigna en su totalidad el mismo número a ambos protagonistas de un juego.
| Pos. | Equipos           | PJ | As.     |
| ---- | ----------------- | -- | ------- |
| 1.   | Olimpia           | 21 | 110.527 |
| 2.   | Cerro Porteño     | 22 | 62.771  |
| 3.   | Sportivo Luqueño  | 22 | 30.777  |
| 4.   | Libertad          | 22 | 29.974  |
| 5.   | Guaraní           | 22 | 29.804  |
| 6.   | General Díaz      | 22 | 24.264  |
| 7.   | 12 de Octubre     | 22 | 20.043  |
| 8.   | 3 de Febrero      | 21 | 18.473  |
| 9.   | Deportivo Capiatá | 22 | 15.657  |
| 10.  | Rubio Ñu          | 22 | 14.817  |
| 11.  | Sol de América    | 22 | 14.019  |
| 12.  | Nacional          | 22 | 13.910  |